# 普莱德朗
普莱德朗（法語：Plédran，法語發音：[pledʁɑ̃]）是法国阿摩尔滨海省的一个市镇，位于该省中部，属于圣布里厄区，也是圣布里厄城市公共社区的组成部分。

## 地理
普莱德朗（48°26'45"N, 2°44'46"W）面积34.71 平方千米，位于法国布列塔尼大區阿摩尔滨海省，该省份为法国西北部沿海省份，位于布列塔尼半岛北部，北濒大西洋英吉利海峡，西接菲尼斯泰尔省，南至莫尔比昂省，东临伊勒-维莱讷省。
与普莱德朗接壤的市镇（或旧市镇、城区）包括：特雷格、埃农、普兰泰勒、普卢弗拉冈、凯苏瓦、圣卡勒克、圣于连、伊菲尼亚克。

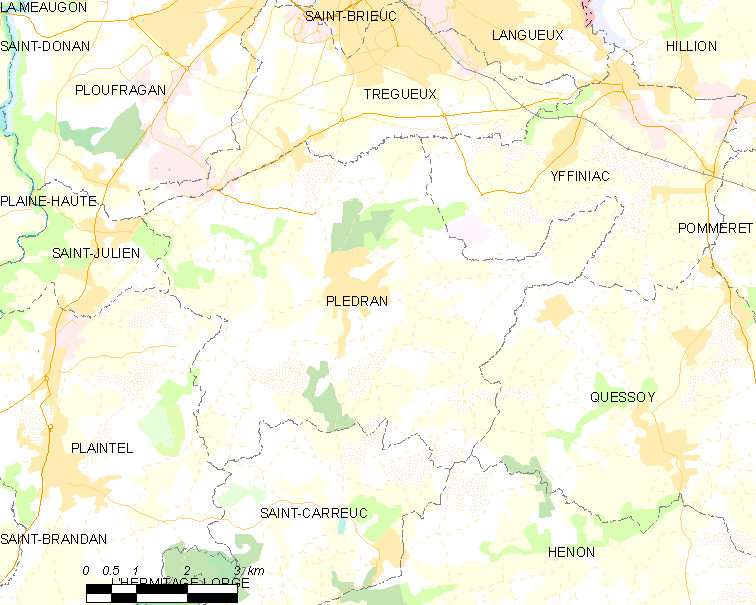
普莱德朗的OSM定位图

普莱德朗的时区为UTC+01:00、UTC+02:00（夏令时）。

## 行政
普莱德朗的邮政编码为22960，INSEE市镇编码为22176。

## 政治
普莱德朗所属的省级选区为普卢弗拉冈县。

## 人口

1962-2008年间普莱德朗人口变化图示

普莱德朗于2022年1月1日时的人口数量为6909人。